# Partido Antimaçônico
Partido Antimaçônico foi um partido político dos Estados Unidos em meados do século XIX, reunindo-se em torno da oposição à Maçonaria, alegando ser uma sociedade secreta corrupta e elitista que governava grande parte do país ameaçando republicanismo americano.
O partido foi formado no interior do estado de Nova Iorque em fevereiro de 1828, após o desaparecimento de William Morgan, um ex-maçom que se tornou um proeminente crítico da organização maçônica.